# Валонци
 Тази статия е за етническата група.  За жителите на региона вижте Валония.  
Валонците (на френски: Wallons) са етническа група, живееща главно в Белгия и наброяваща около 5,16 милиона души. Традиционната религия на валонците е католицизмът, а основният книжовен език е френският. Традиционните местни говори – валонски, пикардски, шампански – днес имат ограничено значение.
Основната част от валонците живеят във Валония (3 320 000 души) и в Брюксел (870 000 души), като в тези два белгийски региона те съставляват мнозинството от населението. Известен брой валонци има и във Фламандския регион, главно в съседните на Брюксел общини на Фламандски Брабант, в някои от които те са мнозинство. Малки групи валонци живеят и в съседния на Валония френски департамент Арден.
Около 1 милион валонци и хора с валонски произход живеят в Америка, главно в Аржентина, Съединените щати и Бразилия. Компактна валонска общност има в американския щат Уисконсин.